# Solariola ientilei
Solariola ientilei (лат.) — вид жуков-долгоносиков рода Solariola из подсемейства Entiminae. Назван в честь орнитолога Renzo Ientile (директора резервата “Vallone Piano della Corte”) за помощь в работе.

## Распространение
Встречаются в Италии, Сицилия (Enna, Agira, Piano della Corte в горах Erei, на высотах 500–600 м).

## Описание
Жуки-долгоносики мелкого размера с узким телом, длина от 2,90 до 3,40 мм, ширина надкрылий 1 мм, длина рострума от 0,45 до 0,60 мм, ширина от 0,30 до 0,45 мм. От близких видов отличается меньшим количеством редких пунктур надкрылий и черновато-коричневым оттенком кутикулы. Основная окраска тела чёрная и коричневая. Усики 11-члениковые булавовидные. Глаза редуцированные. Скутеллюм очень мелкий. Коготки лапок одиночные. Встречаются в песчаных почвах. Предположительно ризофаги.

## Таксономия
Впервые был описан в 2019 году итальянскими энтомологами Чезаре Белло (Cesare Bello, Верона, Италия), Джузеппе Озелла (Giuseppe Osella, Верона) и Козимо Бавьера (Cosimo Baviera, Messina University, Мессина). По признаку наличия на пронотуме специализированных щетинок (echinopappolepida) и узкого рострума включают в состав видовой группы Solariola doderoi трибы Peritelini (или Otiorhynchini).